# Kuji, Iwate
Kuji  (久慈市  Kuji -shi) là một thành phố thuộc tỉnh Iwate, Nhật Bản.